# Fulgêncio de Cartagena
Fulgêncio de Cartagena (em castelhano:  San Fulgencio de Cartagena; em latim: Fulgentius), nascido em Cartagena no século VI e morto em 630, foi bispo de Ástigis (moderna Écija), na Hispânia.

## Biografia
Como seus irmãos Leandro e Isidoro, ambos arcebispos de Sevilha, o primeiro mais velho e o segundo, mais novo, Fulgêncio também se dedicou à Igreja. A irmã dos três, uma dedicada religiosa, era Santa Florentina. O pai deles, Severiano, viveu primeiro em Cartagena, era romano e, segundo informações de confiabilidade duvidosa, era prefeito imperial.
Datas exatas sobre a vida de Fulgêncio são raras, pois ele é mencionado apenas de forma incidental nas fontes da época. Leandro, em seu "Libellus" sobre a vida religiosa, escrito para Florentina, afirma ter enviado Fulgêncio de volta à sua cidade-natal, Cartagena, e, preocupado com o que poderia acontecer com ele, pede à irmã que reze por ele. Não há, porém, como saber a quais perigos estaria Fulgêncio exposto. Provavelmente sob a influência de Leandro, que foi consagrado arcebispo de Sevilha em 584 e detinha uma importante função nos assuntos religiosos do Reino Visigótico, Fulgêncio tornou-se bispo de Ástigis (Écija), na diocese eclesiástica de Sevilha.
Quando Leandro morreu em 600 e provou-se que Pegásio (Pegasius) ainda era bispo de Écija (590), podemos assumir com segurança que a data da consagração de Fulgêncio estava entre 590 e 600; seja como for, ele já ocupava a sé em 610. Isidoro, que sucedeu ao irmão em Sevilha, dedicou a Fulgêncio, "seu senhor, o servo de Deus", suas obras sobre a origem e os autores da liturgia da Igreja, "De ecclesiasticis officiis". Foi a pedido de Fulgêncio que Isidoro escreveu-a.
No Segundo Sínodo de Sevilha (619), que reuniu os bispos da província da Bética, uma controvérsia entre o bispo de Ástigis e o bispo de Córdoba sobre uma igreja que ambos reivindicavam para paróquias em suas respectivas dioceses foi julgada; uma comissão foi nomeada e declarou-se que trinta anos de posse sem perturbações seriam equivalentes a um título legal. Fulgêncio compareceu pessoalmente e seu nome aparece nas assinaturas dos atos do concílio. Este foi o último evento na vida dele para o qual existe uma prova definitiva. Seja como for, Fulgêncio morreu antes de 633, quando prova-se que um tal Marciano tornou-se bispo de Ástigis.

## Veneração
Fulgêncio, como sua irmã e irmãos, foi venerado como santo. Na Hispânia, sua festa era celebrada em dias diferentes: na "Acta Sanctorum" dos bolandistas, a data era 14 de janeiro.
Ele é frequentemente confundido nas obras medievais com São Fulgêncio de Ruspe e algumas obras lhe foram atribuídas, mas nada delas sobreviveu.
Sabe-se que muito depois de sua morte, uma parte dos ossos de São Fulgêncio e os de sua irmã, Santa Floretina, foram levados em segurança para Sierra de Guadalupe, e, no século XIV, estavam na vila de Berzocana. A outra parte está na Catedral de Múrcia, da qual São Fulgêncio é o padroeiro.